# PUBLIC ENEMY (AK-69の曲)
「PUBLIC ENEMY」（パブリック・エネミー）は、日本のヒップホップMC・AK-69が発売した5作目のシングル。

## 概要
前作「IRON HORSE -No Mark-/LET'S PARTY」から1年6ヶ月ぶりのシングル。本作以降シングルでリリースされる作品はAK-69名義に統一された。初回限定盤と通常盤の2形態で発売され、初回限定盤にはAK-69の手書き歌詞カードが封入された。

## 収録曲
1. PUBLIC ENEMY (4:58)
  - 作詞：AK-69
  - 作曲：RIMAZI,AK-69
2. MY TIME (4:04)
  - 作詞：AK-69
  - 作曲：DJ RYOW,AK-69
3. IRON HORSE -No Mark- 78ers Remix feat. M.O.S.A.D.("E"qual,AKIRA),MACCHO,般若 (5:18)
  - 作詞：AK-69,M.O.S.A.D.,MACCHO,般若
  - 作曲：RIMAZI,AK-69

## 収録アルバム
- THE RED MAGIC (#1,2)

## タイアップ
- テレビ東京系列「流派-R」オープニングテーマ (#1)